# Béni Ikhlef
Beni Ikhlef (em árabe: ﺑﻨﻰ ﻳﺨﻠﻒ) é uma cidade e comuna localizada na província de Béchar, Argélia. Sua população era de 2 459 habitantes, em 2008.